# Pískový rybník
Pískový rybník je rybník o rozloze vodní plochy asi 2,42 ha zhruba obdélníkovitého tvaru o rozměrech asi 200 × 120 m nalézající se na východním okraji městečka Dolní Bousov v okrese Mladá Boleslav. Pískový rybník je pozůstatkem někdejší rozsáhlé rybniční soustavy nalézající se v okolí městečka Dolní Bousov. Rybník je zakreslen na mapovém listě č. 59 z prvního vojenského mapování z let 1764–1768. V nedávné minulosti byla provedena jeho revitalizace, v rámci které byl můstkem zpřístupněn ostrůvek.
Rybník je současnosti využíván pro chov ryb.

## Galerie

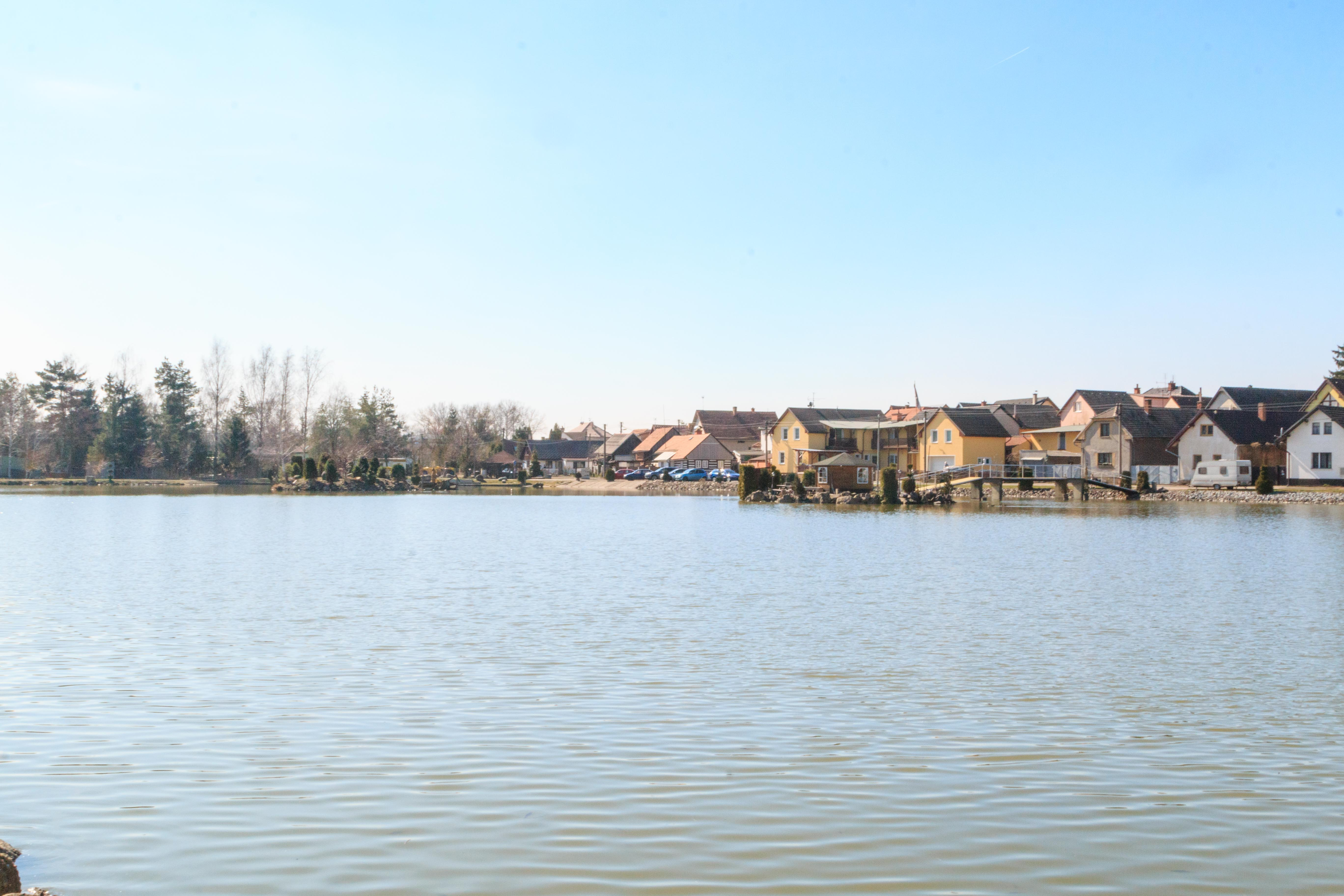
Pohled na Pískový rybník v Dolním Bousově
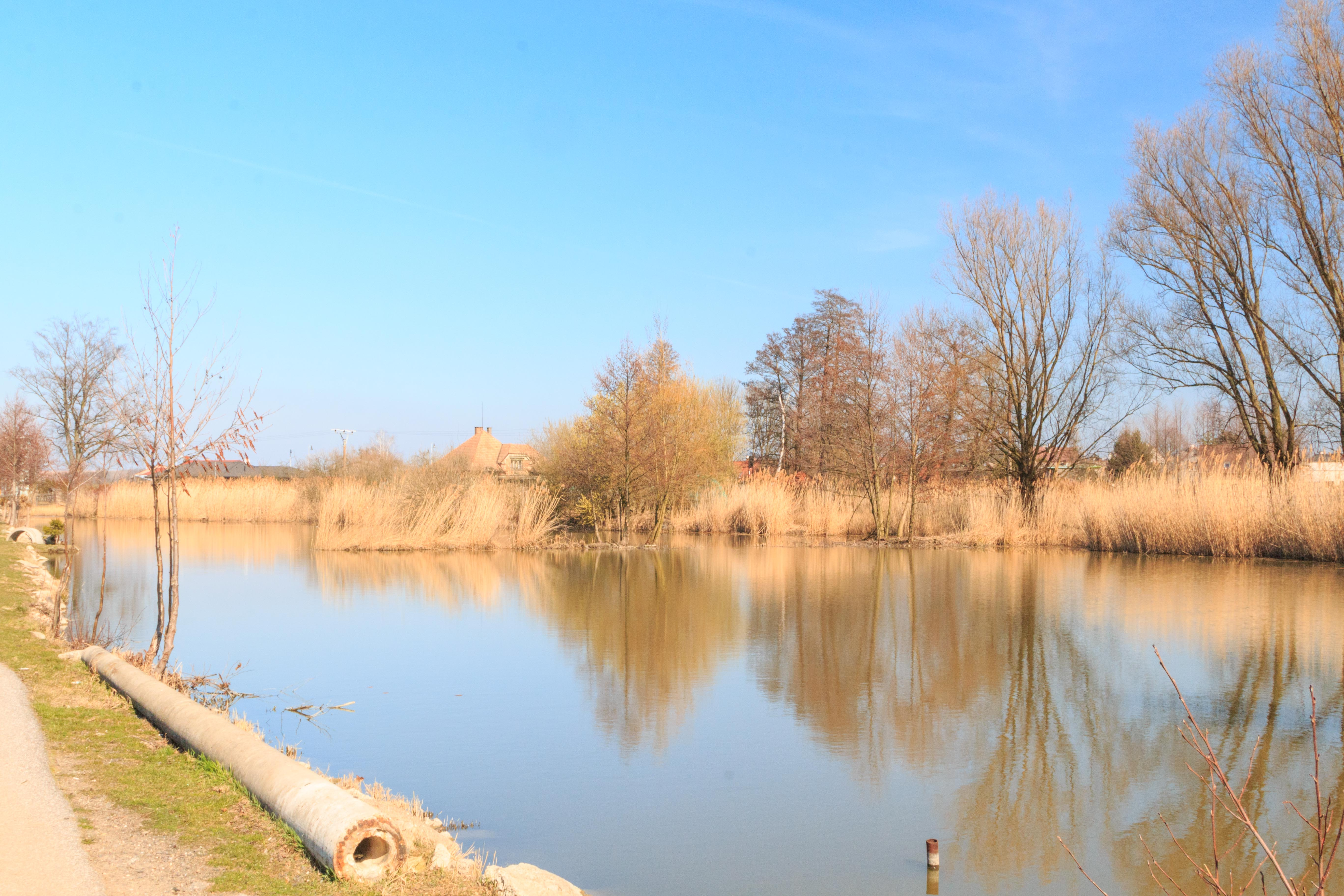
Pohled na Pískový rybník v Dolním Bousově
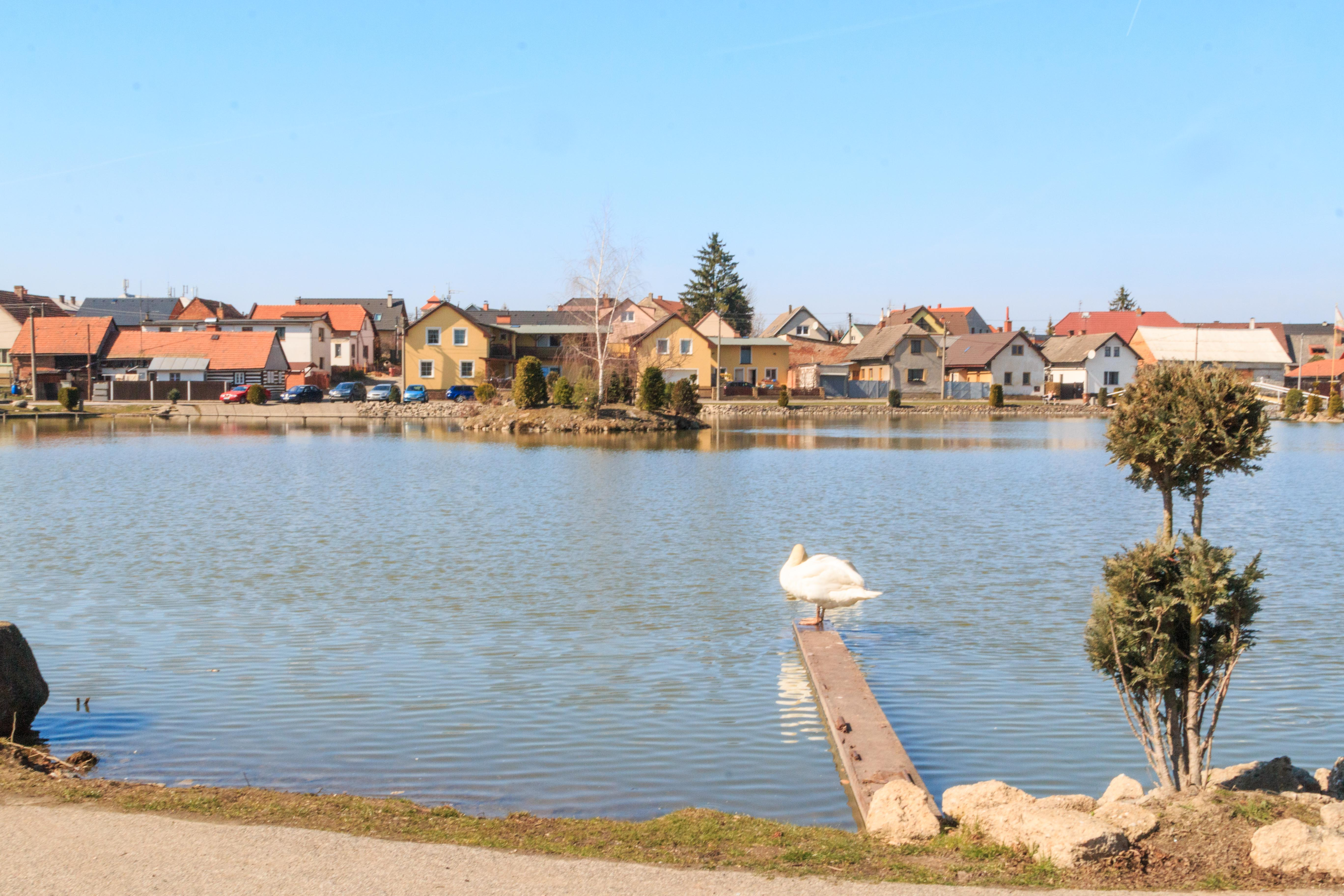
Pohled na Pískový rybník v Dolním Bousově
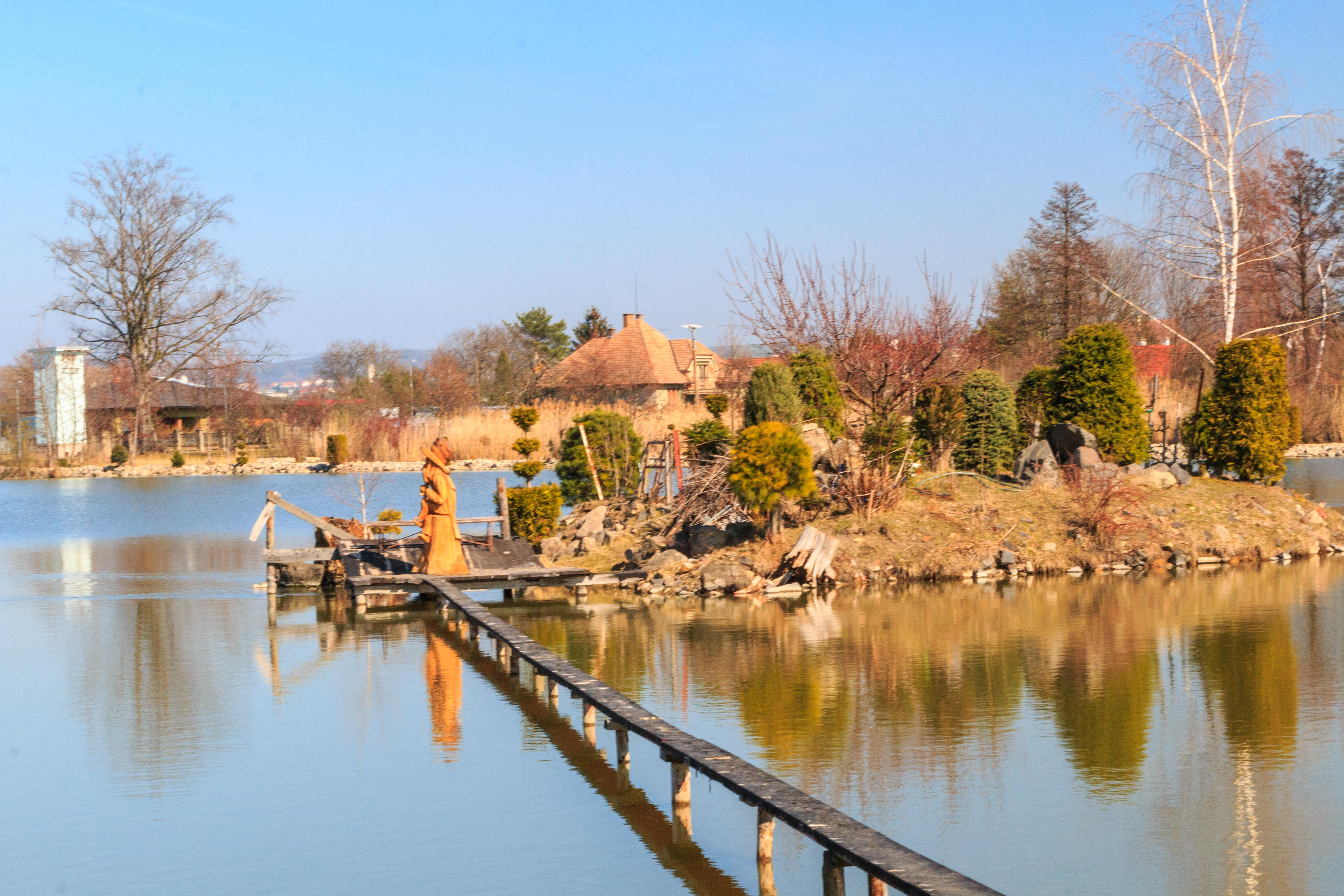
Pohled na Pískový rybník v Dolním Bousově
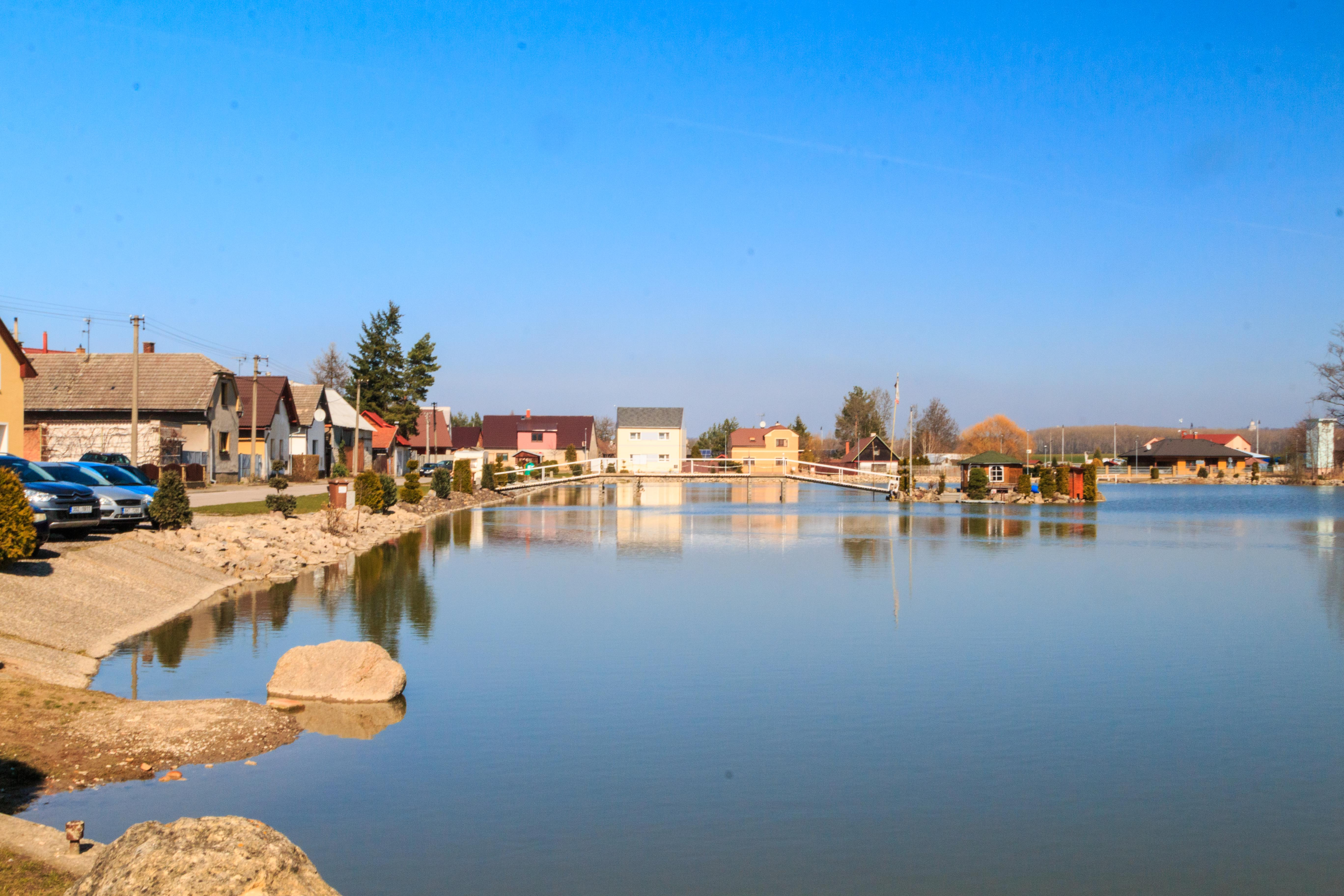
Pohled na Pískový rybník v Dolním Bousově